# Campeonato Mundial de Ciclismo en Pista de 1908
El XVI Campeonato Mundial de Ciclismo en Pista se celebró en Berlín y Leipzig (Alemania) entre el 26 de julio y el 2 de agosto de 1908 bajo la organización de la Unión Ciclista Internacional (UCI) y la Federación Alemana de Ciclismo.
Las competiciones se realizaron en el Velódromo de Steglitz (Berlín) y en el Velódromo del Sportplatz (Leipzig). En total se disputaron cuatro pruebas, dos para ciclistas profesionales y dos para ciclistas aficionados o amateur.

## Medallistas

### Profesional
| Evento      | Oro                          | Plata                   | Bronce                         |
| ----------- | ---------------------------- | ----------------------- | ------------------------------ |
| Velocidad   | Thorvald Ellegaard Dinamarca | Gabriel Poulain Francia | Charles Van Den Born · Bélgica |
| Medio fondo | Fritz Ryser · Suiza          | Eugenio Bruni Italia    | Arthur Vanderstuyft · Bélgica  |

### Amateur
| Evento      | Oro                          | Plata                      | Bronce                      |
| ----------- | ---------------------------- | -------------------------- | --------------------------- |
| Velocidad   | Victor Johnson Reino Unido   | Benjamin Jones Reino Unido | Émile Demangel Francia      |
| Medio fondo | Leonard Meredith Reino Unido | Gustav Janke Dinamarca     | Léon Vanderstuyft · Bélgica |

## Medallero
| Núm. | País        | Oro | Plata | Bronce | Total |
| ---- | ----------- | --- | ----- | ------ | ----- |
| 1    | Reino Unido | 2   | 1     | 0      | 3     |
| 2    | Dinamarca   | 1   | 1     | 0      | 2     |
| 3    | Suiza       | 1   | 0     | 0      | 1     |
| 4    | Francia     | 0   | 1     | 1      | 2     |
| 5    | Italia      | 0   | 1     | 0      | 1     |
| 6    | Bélgica     | 0   | 0     | 3      | 3     |
|      | TOTAL       | 4   | 4     | 4      | 12    |